# Acacia seclusa
Acacia seclusa är en ärtväxtart som beskrevs av M.W.Mcdonald. Acacia seclusa ingår i släktet akacior, och familjen ärtväxter. Inga underarter finns listade i Catalogue of Life.